# Історія Полтавської області
Історія Полтавської області — частина історії України, що пов'язана з подіями у межах нинішньої Полтавської області (від формування Полтавської губернії). Історію у межах Полтавської області можна поділити на декілька періодів:
1. період до утворення адміністративних формувань на території сучасної Полтавської області з адміністративним центром у місті Полтаві (княжа доба, литовсько-польська доба)
2. період адміністративно-територіальних утворень з центром у місті Полтаві, які передували Полтавській області: Полтавський полк, Полтавська губернія, Полтавська округа
3. період власне історії Полтавської області.

## Період до утворення адміністративних формувань з центром у Полтаві

### Історія заселення Полтавщини
Полтавщина була заселена ще в давньокам'яному віці, більше 15 тис. років тому. У 1871 році учитель лубенської гімназії Ф. І. Камінський виявив біля села Гінців Лубенського повіту першу на території нашої країни стоянку пізнього палеоліту. Згодом пам'ятки цього періоду були виявлені також біля сіл В'язівок Лубенського повіту, Сергіївни Гадяцького повіту, містечка Городища Пирятинського повіту.
Густо заселеною була територія нинішньої області в епоху нового кам'яного віку (IV—III тис. до н. е.): про це свідчать рештки більш як 30 поселень. Найбільш відомі з них — в урочищі Білій Горі поблизу Полтави, біля села Макухівки Полтавського району та в селі Попівці Глобинського району.
На Полтавщині є більш як 60 пам'яток епохи бронзи. Найцікавіші серед них — Чикалівське поселення, поселення та кургани в урочищі Лисій Горі біля міста Лубен та скарб пізньої бронзи, знайдений наприкінці XIX століття поблизу Кабакових хуторів у Кобеляцькому повіті.
Виявлено близько 50 пам'яток скіфо-сарматського часу, які датуються VII—VI та V—III століттями до н. е. Серед них особливо виділяється Більське городище. Головним заняттям жителів городища було землеробство — про це свідчать знайдені під час розкопок речі: серпи, кам'яні зернотерки, обвуглені жмутки невимолоченої пшениці. Досить відомими пам'ятками цього часу є також кургани поблизу сіл Мачух і Пожарної Балки Полтавського району та Книшівське городище у Гадяцькому районі.
Серед археологічних пам'яток Полтавської області особливе місце посідають ті, що лежать біля витоків слов'янських племен. Зокрема, в Лубнах виявлено поховання зарубинецької культури (II століття до н. е. — II століття н. е.), біля села Верхньої Мануйлівки Козельщинського району — рештки поселення цієї ж культури. Понад 70 пам'яток характеризують черняхівську культуру (II—VI століття н. е.). Найбільш відомі з них — могильник та поселення біля села Кантемирівки Чутівського району, могильник поблизу колишнього хутора Компанійців Григоро-Бригадирівської сільради Кобеляцького району, де розкопано 467 поховань, могильники біля Лохвиці, Полтави, на хуторі Новоселівці, в селі Писарівці Новосанжарського району та поселення поблизу сіл Радуцьківки і Максимівки Кременчуцького району. Пам'ятки роменської культури (VIII—X століття н. е.) досліджувалися в Полтаві та в смт. Опішні Зіньківського району.
Понад 50 знахідок, виявлених на території області, належать до періоду Київської Русі (IX—XIII століття), найбільш відомі з них — могильник, городище та поселення біля села Броварок Гадяцького району. На могильнику розкопано 80 курганів VIII—X століть; 3 поховання — на могильнику біля села Скоробагатьки Лохвицького району.
Численні скарби, знайдені на Полтавщині, свідчать про майнову нерівність і нагромадження багатств в окремих слов'янських сім'ях уже в перших віках нашої ери. Скарби срібних римських монет II—III століть н. е. знайдено біля сіл Остап'є Великобагачанського району та Лукищини Полтавського району. Поблизу села Великої Рублівки Котелевського району виявлено скарб золотих монет кінця IV — середини V століття н. е. Під селом Яхниками Лохвицького району та під Полтавою розкрито скарби срібних прикрас початку X століття н. е. Особливий інтерес становить величезний скарб VIII століття н. е. (вагою 75 кг), знайдений у 1912 році поблизу села Малої Перещепини (нині Новосанжарського району), що складався з речей візантійського та іранського походження.
Зустрічаються на території Полтавщини сліди перебування в цей час і неслов'янських народів. Біля села Мачухи виявлено горно з десятьма посудинами VIII століття н. е., близькими за типом до салтівської сармато-аланської культури.
На території Полтавщини в VIII—IX століттях жили переважно сіверяни. У XI—XII століттях цей край входив до складу Переяславського князівства. Тоді була «осаджена городами», тобто більш-менш густо заселена, тільки західна частина Полтавщини, до річки Сули. В числі найстаріших поселень стародавньої Русі літописець згадує такі міста на території нинішньої Полтавщини, як Хорол (1084), Говтва (1095), Горошин (1096), Кснятин (1069), Лубни (1107), Пісочинь (1092), Пирятин (1155), Лукім'я (1179), Лтава (1174), Лохвиця (1320). Звичайно, не всі вони були справжніми містами, деякі, певно, відігравали роль прикордонних укріплень.
Нижня і середня течія Ворскли становила частину південного кордону древньоруської держави, який відокремлював її спочатку від печенігів, а згодом — від половців та інших кочових племен. З середини XI століття і до татаро-монгольської навали територія сучасної Полтавщини була ареною безперервної боротьби з половецькими ордами.
У 1238—1239 рр. татаро-монголи загарбали середнє Подніпров'я. Частина населення з Полтавщини, рятуючись від них, відійшла на Полісся, інші шукали глухі, неприступні для татарської кінноти місця і продовжували займатися сільським господарством та промислами.
У XIV—XV століттях територія Полтавщини увійшла до Великого Князівства Литовського. Про заселення цього краю протягом XVI — першої половини XVII століть можна судити з карти України, складеної французьким інженером Бопланом, що перебував на польській службі. В межах сучасної Полтавської області на карті позначено понад 300 поселень, серед яких були міста, слободи, села. Найгустіше заселялися землі на берегах рік Сули та Хоролу. На узбережжі і в долині Дніпра значилося тільки 29 поселень, а по річці Ворсклі та її басейну — 9.
Багата шляхта одержувала тут королівські «пожалування». Великі володіння мали на Полтавщині польські магнати Потоцький, Жолкевський, Конєцпольський тощо. Не відставали від них і українські феодали. Одному лише магнатові Яремі Вишневецькому, католику, сину православних українських шляхтичів, належало тут близько 40 тис. селянських і міщанських господарств.
Основна територія сучасної Полтавщини входила в цей час до Черкаського староства Київського воєводства. Частина її земель, що пізніше належали до Лохвицького, Роменського та Гадяцького повітів, була південно-західною окраїною Російської держави (в середині XVI століття т. зв. Путивльський рубіж — кордон Росії з Польсько-Литовською державою проходив по р. Сулиці).
На кінець першої чверті XVII століття землі нинішньої Полтавщини розподілялися між обводами, чи староствами,— Черкаським, Переяславським та Миргородським, що були в складі Київського воєводства.

## Полтавщина за часів Речі Посполитої Обох Народів та козацької держави Війська Запорізького. Анексія земель Полтавщини Московією. XVI—XVII ст
У травні 1596 року селяни й козаки — учасники повстання під проводом С. Наливайка — після поразки біля Білої Церкви і в урочищі Гострий Камінь створили укріплений табір під Лубнами в урочищі Солониці. До них приєдналися жителі навколишніх сіл. Понад 10 днів повстанці мужньо оборонялись і завдали численних втрат ворожому війську. Польський гетьман Жолкевський не зміг захопити табір і пішов на переговори, пообіцявши помилувати учасників повстання. Повстанці повірили йому, але за це поплатилися кров'ю. Тисячі козаків і селян, що склали зброю, шляхтичі порубали. Були також забиті старі, жінки й діти, які перебували в таборі. Жителі Полтавщини брали активну участь у повстанні під проводом Т. Федоровича (Трясила) у 1630 році, а навесні 1638 року — в повстанні під керівництвом Я. Острянина. Повстанці захопили тоді Кременчук, Хорол, Омельник, Говтву.
Яскраві сторінки вписало населення Полтавщини в літопис визвольної війни 1648—1654 рр. На початку червня 1648 року повсталі селяни штурмом оволоділи містом Лубнами, де був замок Вишневецького. До них приєдналося також багато драгунів з польського війська, «которые иманы из мещан и ис пашенных мужиков». На території сучасної Полтавської області формувалися сотні і полки, які звідси йшли па захід, щоб взяти участь у боротьбі проти польської шляхти. Вже на початку визвольної війни були утворені Полтавський, Миргородський, Лубенський і Гадяцький козацькі полки. Зберігся запис про те, що 29 квітня 1649 року «…из Гадича, из Миргорода, из Платавы, с Опошни, с Куземчина, из Зинькова, из Лютенки, из Веприка казацкие атаманы и полковники и сотники со всеми казаки пошли к казацкому гетману к Богдану Хмельницкому стоять войною против ляхов».
Полтавщина, як і Чернігівщина, була тривким тилом армії Б. Хмельницького: звідси він черпав людські резерви, тут вироблявся порох та інше військове спорядження, звідси його війську постачали продовольство. Наприклад, напередодні Зборівської битви Б. Хмельницький, за свідченням рильського воєводи, надіслав на Полтавщину листа, щоб «…казаки, пашенные и непашенные крестьяня, бежали наспех в казацкие полки к гетьману к Богдану Хмельницкому, у ково есть пищали и те б де шли с пищали, а у ково де пищалей нет, и те б де шли с рогатины и с киями». Відповіддю на цей лист був «подъем большой». А в одному з документів 1650 року йдеться про те, що на Полтавщині «в черкасских де городах порох делают и сыплют в бочки и возят к Богдану Хмельницкому».
За Білоцерківською угодою 1651 року на Полтавщину мали повернутись польська шляхта і польське військо, козаки ж, які потрапили до реєстру, повинні були переселитися до королівських міст Київського воєводства. Однак селяни й козаки Полтавщини не пустили шляхтичів у свої міста й села, а реєстрові козаки відмовилися переїхати за Дніпро.
Одним з найближчих сподвижників Богдана Хмельницького був полковник Полтавського полку Мартин Пушкар. І коли після смерті Богдана Хмельницького купка козацької старшини на чолі із гетьманом Виговським зробила спробу відновити в Україні незалежність, відірвавши її від впливу Росії, Пушкар очолив повстання (1657—1658 рр.), яке підтримувала Москва. Навесні 1658 року воно охопило Гадяч, Миргород, Лохвицю, Зіньків. Повстання з допомогою кримських татар було придушене, багато населених пунктів Полтавщини (Полтава, Диканька, Опішня, Зіньків) зазнали жахливого спустошення.
Щоб зміцнити в Україні феодально-кріпосницькі відносини, розхитані в період народно-визвольної війни, царський уряд всіляко підтримував місцеву феодальну верхівку. Багато маєтностей віддав козацькій старшині в тимчасову чи повну власність гетьманський уряд. Не тільки козацька старшина й монастирі, а й заможні козаки поступово закріпачували селян та збідніле козацтво — підпомічників і підсусідків.
Про соціальне розшарування населення Полтавщини свідчить склад полків — адміністративно-територіальних одиниць, що існували до 1782 року. У Гадяцькому полку було 21986 виборних козаків, 18 002 підпомічники, 29 814 різночинців тощо; у Лубенському — 39 065 козаків виборних, 29 136 підпомічників, 78 730 різночинців, посполитих тощо; у Миргородському — виборних козаків —17 664, підпомічників — 11 361, різночинців, посполитих тощо — 41 378 чоловік.
Після загарбання Лівобережної України Московським царством на Полтавщину поширювалась влада його центральних установ. Разом з тим зберігалося і козацьке управління, яке підлягало гетьманському уряду. Всього на території Полтавщини після укладення Зборівського миру було 7 полків: Гадяцький (Зіньківський), Кропивнянський (Іркліївський), Лубенський, Миргородський, Переяславський, Полтавський, Прилуцький, які поділялися на 114 козацьких сотень. Межі полків не були сталими. Так, 1658 року Іркліївський полк було ліквідовано, а в 1660-х рр. виник Кременчуцький полк. У 1763 році в межах полків було запроваджено також поділ на повіти. Після ліквідації полків у 1782 році окремі частини території Полтавщини входили спочатку до намісництв — Київського, Чернігівського, Катеринославського та Новоросійської губернії, потім до новоствореної Чернігівської губернії (з 1797 року — Малоросійська), у 1801 році — до Малоросійського генерал-губернаторства.
У відповідь на закріпачення козаки села Кліщинців (тепер Черкаської області) в 1761 році повстали. Для придушення виступу сюди прибули каральні загони, озброєні гарматами. Учасники повстання виявили виняткову витримку і відвагу. Лише в 1774 році війська змогли зламати їх опір. У 1789 році вибухнуло повстання в селі Турбаях проти поміщиків Базилевських. Повстанці створили за козацьким звичаєм самоврядування і протягом чотирьох років не корилися царській владі.

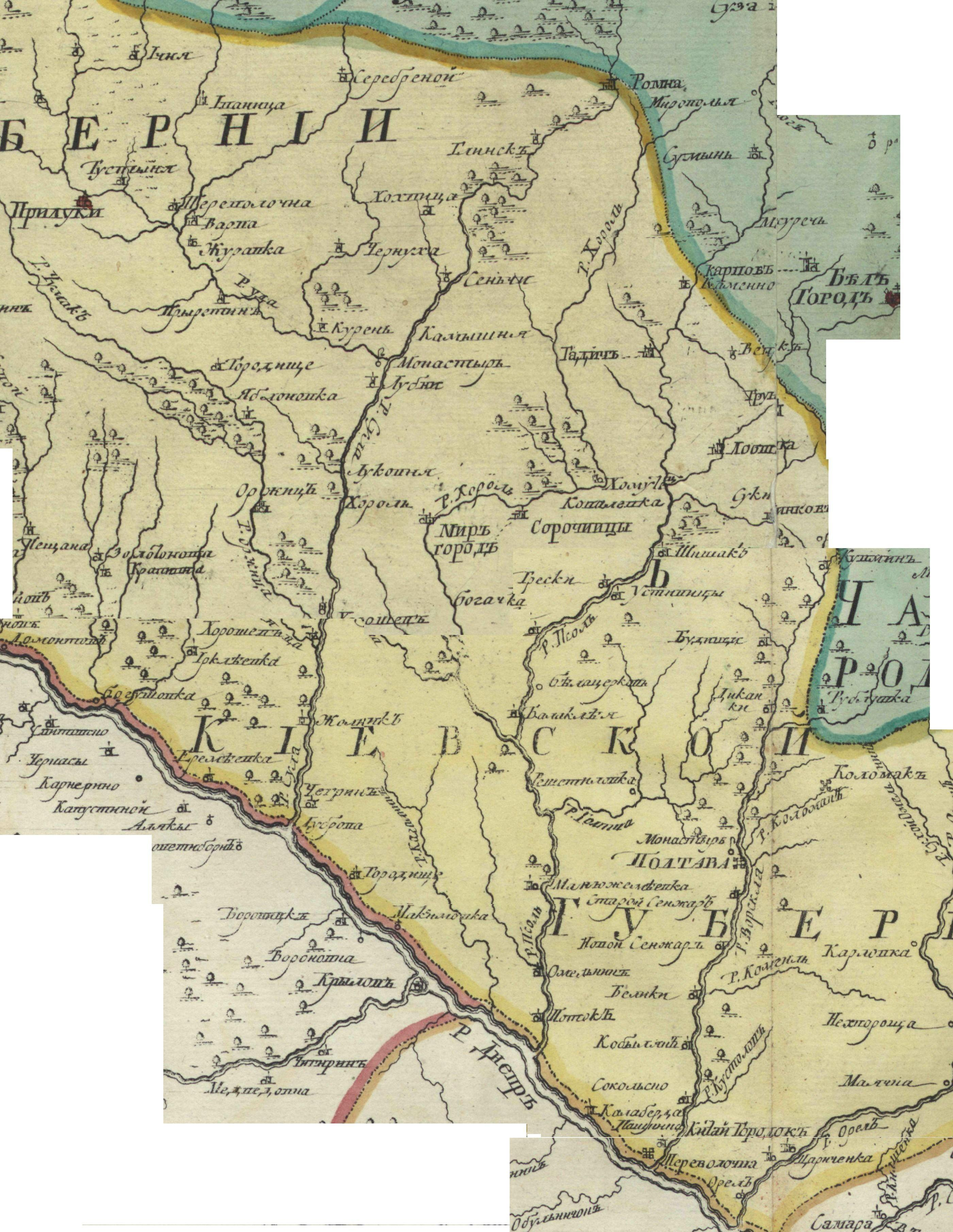
Полтавщина на карті 1745 року.

## Полтавщина у XIXст. Поглинання та інкорпорація в самодержавну систему Російської імперії
Полтавська губернія створена царським указом від 27 лютого 1802, за яким Малоросійська губернія була поділена на дві — Полтавську (адм. центр — Полтава) і Чернігівську.

### Повіти

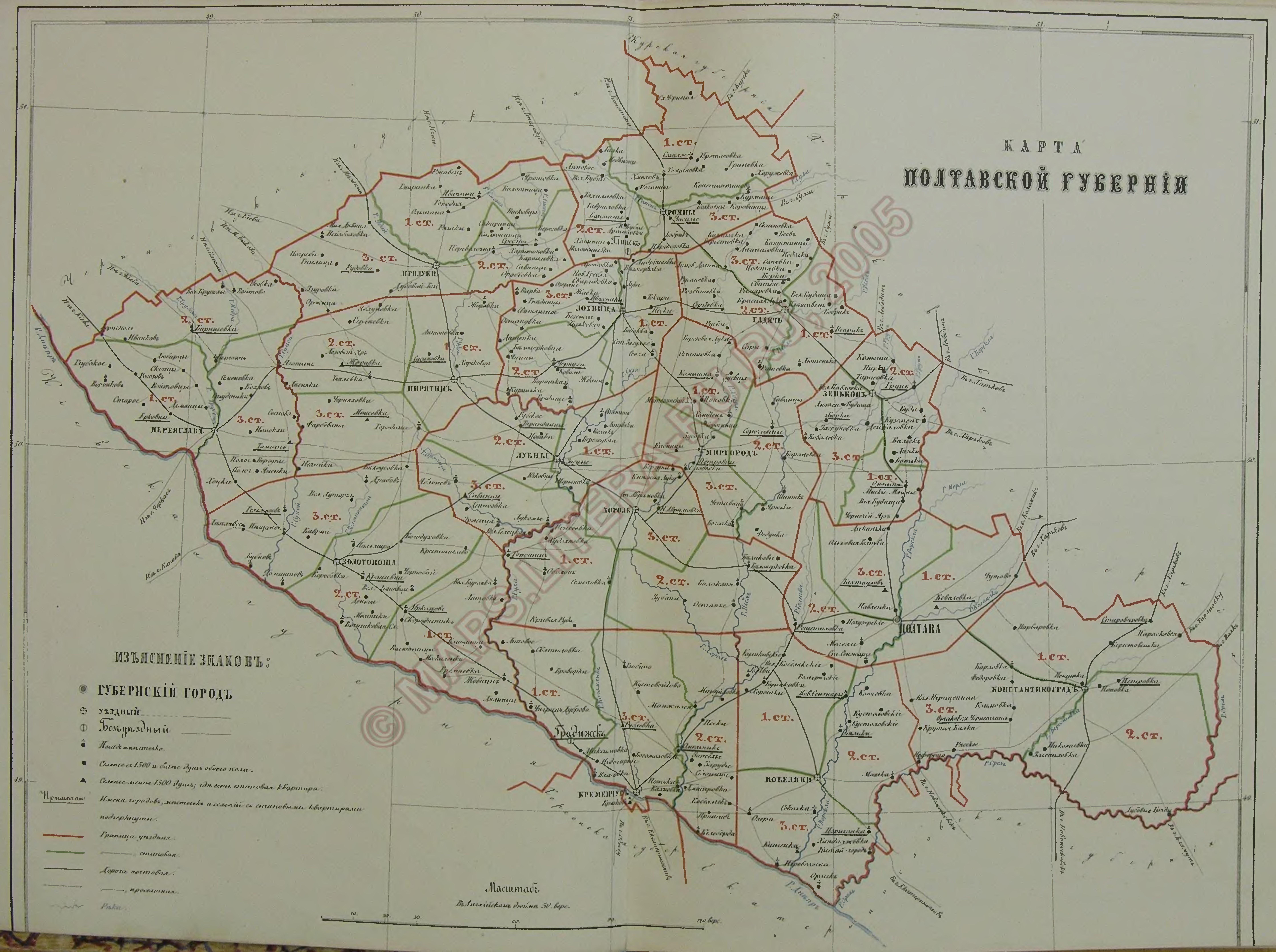
Полтавська губернія з поділом на повіти і стани у 1860-х роках.

Спершу в складі Полтавської губернії було 10, згодом 12, а з 1803 — 15 повітів:
- Гадяцький,
- Зіньківський (утворений 1803 року),
- Золотоніський,
- Кобеляцький (утворений 1803 року),
- Костянтиноградський,
- Кременчуцький,
- Лохвицький (утворений 1803 року),
- Лубенський,
- Миргородський,
- Переяславський,
- Пирятинський,
- Полтавський,
- Прилуцький,
- Роменський,
- Хорольський.

На час утворення губернії тут налічувалося 1 343 029 жителів. За даними 10-ї ревізії (1859) — 1 762 564 жителів, 4518 нас. пунктів (260 037 дворів), у тому числі губернське і повітове місто Полтава, 14 повітових і 2 заштатні міста (Градизьк і Глинськ) та посад Крюків.
Межувала Полтавська губернія на півночі з Чернігівською, на північному сході — із Курською та Харківською губерніями, на півдні — з Катеринославською, а з південного заходу Дніпро відділяв її від Київської, Херсонської і частково Катеринославської губерній.
Площа — 43 844 кв. версти. Ліси займали 2341 кв. версти (24 854 десятин), орні землі — 31 705, луки — 5229, сади — 303, болота — 960, піски — 570 кв. верств.

### Культура і соціально-економічний стан Полтавщини в XIX столітті
Основними власниками землі, пасовиськ та лісів у губернії були поміщики. У 1846 році 72,2 % усієї землі належало поміщикам.

Селяни і козаки займалися головним чином хліборобством і скотарством. Землю обробляли плугом, ралом та бороною. Строки сівби дуже розтягувались: озимину починали сіяти в перших числах серпня, а закінчували в листопаді. Зернові жали здебільшого серпами. Навіть у 40-х рр. XIX століття тут «лише в крайності» застосовували замість серпа косу. Вирощували зернові культури, льон, коноплі, соняшник, тютюн, овочеві культури. Значний прибуток давало вирощування слив. Зокрема, великий попит мали мгарські, маціївські, глинські, сарські, опішнянські, зіньківські, мачуські, комишанські сливи. Важливу галузь господарства становило вирощування великої рогатої худоби, коней, овець, свиней. 1859 тут налічувалося 233 кінні заводи. Найбільше їх було в Хорольському, Прилуцькому, Костянтиноградському, Кобеляцькому і Роменському повітах. Продукти тваринництва все більше ставали предметами внутрішньої і зовнішньої торгівлі. Сприятливі природні умови та зростання попиту зумовили швидке збільшення поголів'я худоби. У 1845 році в Полтавській губернії було 224 950 голів коней, 82 210 волів та корів, 639 909 свиней. Худоба в основному була зосереджена в маєтках поміщиків та в господарствах заможних селян, а переважна більшість населення не мала ні волів, ні коней.

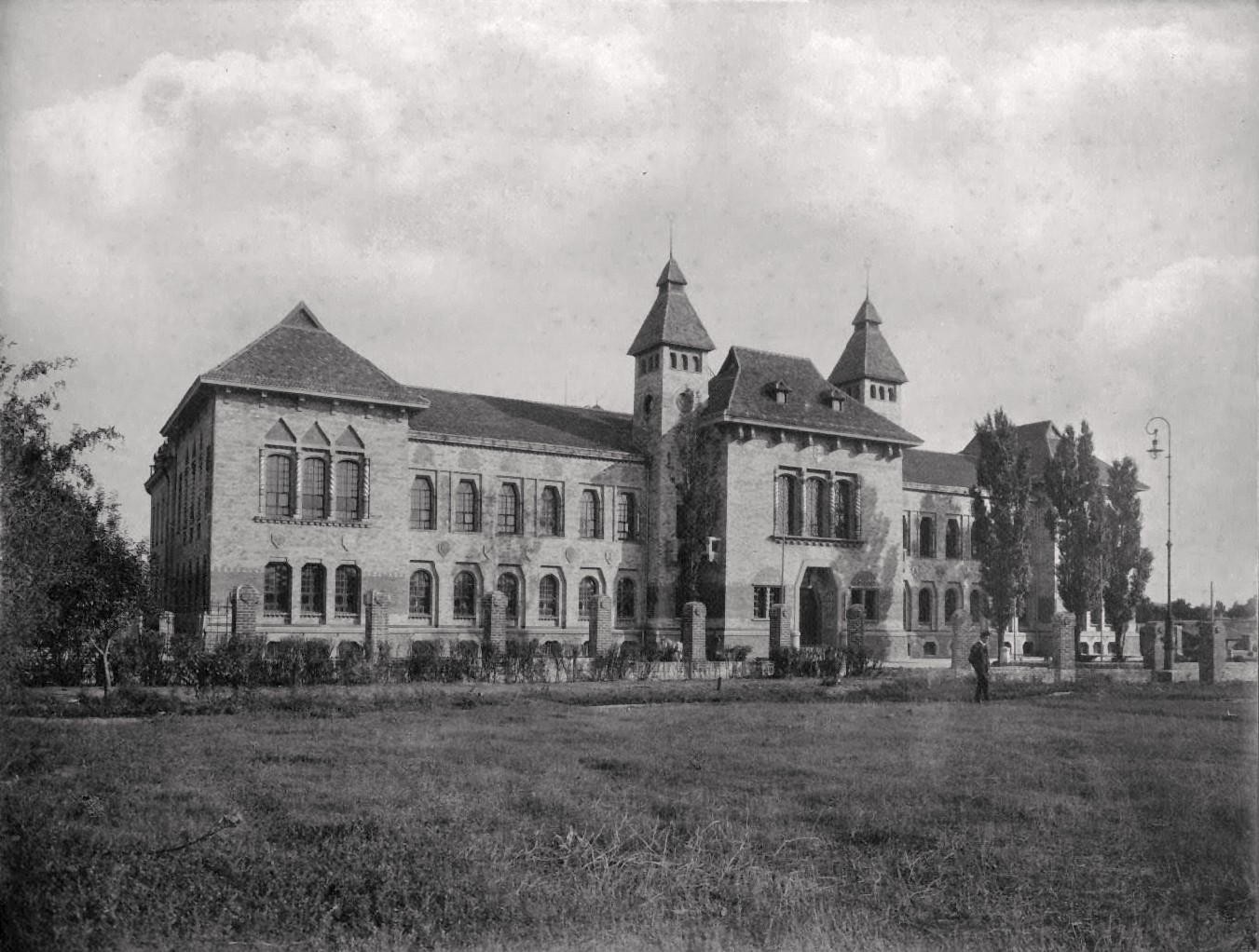
Полтавське губернське земство

Поволі розвивалися ремесла. Вже на початку XIX століття в повітових містах працювало близько 3000 ремісників: шевців, кравців, шапошників, столярів, мідників та інших. Значна частина селян, не пориваючи із землеробством, займалась різними промислами: в Зіньківському й Гадяцькому повітах, наприклад,— чинбарством та чоботарством, у Полтавському — бондарським промислом, у Миргородському — виготовленням коліс; в Опішні виробляли глиняний посуд, а в Решетилівці обробляли смушки і т. д. Значну частину продукції продавали часто на досить віддалених ринках. Так, грунські колісники відправляли свої вироби в Кременчук і Полтаву; решетилівські смушки через скупщиків та оптових торговців потрапляли не тільки на найбільші російські ярмарки, а навіть і за кордон.
Багато селян-кріпаків працювало на поміщицьких підприємствах. За неповними даними, на початку XIX століття на Полтавщині було 35 промислових підприємств, що виробляли продукції на 18301 карбованець. Найзначнішими серед них були селітрові буди, де працювало 684 робітники. Згодом виникли суконні фабрики, шкіряні, миловарні та цегельні заводи. На початку 2-ї чверті XIX століття були засновані цукрові заводи. Перший завод побудував у селі Бодакві Лохвицького повіту поміщик Майоров у 1828 році, а через рік завод виробив 180 пудів цукру. Виникли підприємства для виробництва сільськогосподарських знарядь. 1859 діяло 575 підприємств, на яких працювали 15 782 чол., що виробляли продукції на 6,5 млн крб. Зокрема, діяло 57 селітроварень, 23 винокурні, 21 цукровий, 15 салотопних заводів, 13 тютюнових, 10 вовняних фабрик, 13 чинбарень. Напередодні реформи 1861 року в Полтавській губернії було: 16 суконних фабрик, 71 селітрова буда, 18 цукрових заводів, 10 шкіряних, 15 — по виробництву свічок, 12 салотопних, 7 миловарних, 14 цегельних, 7 пивоварних, один маслотопний, 4 кахельні, 4 канатні, 3 ткацькі заводи, 2 фабрики килимів, поташний завод, тютюнова фабрика, Кременчуцьке підприємство Потьомкіна, де вироблялися молотарки, віялки, плуги, соломорізки тощо. Протягом 1862—1896 рр. вартість випуску промислових виробів зросла з 4,1 млн до 23,6 млн крб. На кінець 19 ст. в Полтавській губернії діяло 841 підприємство. За Всеросійським переписом 1897 року в губернії налічувалося 2 778 151 жителів, у тому числі міських — 274 294. Як і раніше, в 1900 губернія ділилася на 15 повітів, 261 волость.
Чималу питому вагу в господарстві мало гуральництво. Горілчані заводи були майже в кожному поміщицькому маєтку. Вартість продукції гуралень значно перевищувала вартість продукції всіх інших промислових підприємств губернії.
Станом на середину XIX ст. на Полтавщині сформувався свій стиль домашнього іконопису. Для нього характерний небесний фон, рум'яні обличчя святих, м'які і світли тони барв. Чимала колекція полтавських ікон міститься в Музеї української домашньої ікони історико-культурного комплексу «Замок Радомисль».
В умовах самодержавства і кріпосництва культурний рівень широких мас народу був низький, їх свідомість була обплутана тисячами передсудів і забобонів. І все ж ліквідація польсько-шляхетського засилля в результаті визвольної війни 1648—1654 рр. сприяла піднесенню грамотності трудящих. У великих селах при церквах були створені початкові (дяківські) школи, де вчилися діти козаків, селян і духівництва. В містах працювали школи, засновані братствами.
У 1803 році на 1763 містечка і села було 87 дяківських шкіл, де навчалося 783 учні.
У т. зв. народних училищах двох губерній — Полтавської та Чернігівської — в 1802 році навчалися всього 894 учні, серед них 70 дівчат. За 20 років — з 1831 по 1850 — гімназичну освіту в губернії здобули всього 296 учнів. У 1830 році була створена перша громадська бібліотека в губернії.
З 2 квітня 1838 року на Полтавщині почала видаватися перша газета «Полтавские губернские ведомости». Виходила вона раз на тиждень, її передплачували у 1842 році лише 30, а в 1848 році — 38 чоловік.
На Полтавщині була високо розвинута народна творчість. З уст в уста передавалися чудові твори напівлегендарної співачки, поетеси і складальниці пісень Марини Гордіївни (Марусі) Чурай, яка народилася поблизу Полтави. Відомо понад 20 пісень Марусі Чурай, серед них «Засвистали козаченьки», «Ой, не ходи, Грицю», «Віють вітри, віють буйні», яку І. П. Котляревський згодом використав у п'єсі «Наталка Полтавка», та інші.
Багато перлин української народної творчості було записано із слів видатного українського народного кобзаря О. М. Вересая, який жив у селі Сокиринцях на Прилуччині. Нещадно засуджував у своїх творах тогочасний суспільний лад видатний просвітитель, філософ і поет Г. С. Сковорода, який народився у селі Чорнухах Лохвицького повіту.
Провідна роль у розвитку української літератури дошевченківського періоду належала І. П. Котляревському. На його творчості яскраво відбився вплив декабристів. З його іменем пов'язано створення першого театру в Полтаві, на сцені якого виступав великий український актор М. С. Щепкін.
Видатним явищем української національної культури став переклад «Іліади» Гомера, здійснений українським поетом і перекладачем, уродженцем Полтави М. І. Гнідичем.
Суперечності тодішнього суспільства відобразив у своїх творах український письменник Є. П. Гребінка, який народився на хуторі Убіжищі, недалеко від Пирятина. Автором гострої сатири на кріпосницькі та судові порядки був В. В. Капніст — український письменник і громадський діяч, який тривалий час працював директором училищ та генеральним суддею Полтавської губернії.
Дружні стосунки з передовою українською інтелігенцією підтримував класик грузинської літератури Давид Ґурамішвілі, що понад 45 років прожив на Миргородщині і створив чимало ліричних творів за мотивами українських та російських народних пісень.
Про зв'язки української і російської літератури яскраво свідчить творчість видатного українського та російського письменника М. В. Гоголя, який народився у селі Великих Сорочинцях Миргородського повіту. На Полтавщині — у Полтаві, Лубнах, Пирятині, Хоролі, |Миргороді, Яготині та в інших селах і містечках — бував великий український народний поет, художник, революційний демократ Т. Г. Шевченко. Тут він написав такі твори, як «Кавказ», «І мертвим, і живим, і ненародженим землякам моїм», «Великий льох», «Невольник», «Минають дні, минають ночі», «Заповіт» та інші.
У скарбницю вітчизняного образотворчого мистецтва помітний вклад внесли уродженці Полтавщини художники Д. Г. Левицький та В. Л. Боровиковський.
У Гадячі народився визначний учений-природодослідник М. М. Тереховський, який жив і працював у Санкт-Петербурзі. В селі Пашенній народився М. В. Остроградський — відомий математик, академік Петербурзької академії наук та кількох іноземних академій.
Після обнародування царського маніфесту від 19 лютого 1861 року було видано ряд «положень», «додаткових правил» та інших законодавчих актів про реформу. Для Полтавщини, Чернігівщини та частини Харківщини було видано окреме «Положення», яке виходило з деяких особливостей економічного розвитку цих губерній. Оскільки тут майже не існувало общинного землекористування, наділення землею провадилось подвірно.
Найбільший земельний наділ у Полтавській губернії становив 2,75 десятини землі на ревізьку душу, а найменший — 1,3—1,4 десятини. Оброк дорівнював 2 крб. 50 коп. за десятину орної землі та 5 крб. 10 коп. за десятину присадибної землі. Подекуди він був і більший.
В тому ж разі, коли в маєтку залишалася панщинна повинність для тимчасовозобов'язаних селян, то вона визначалась у чоловічих піших днях. За кожну десятину польового наділу селянин мав відробити 21 день на рік, з них 3/5 — у літні місяці.
Поміщики залишили найродючіші землі у своїх руках. До селян перейшло лише 22,7 % гірших земель. Середній душовий наділ колишніх кріпаків на Полтавщині був найменшим в Україні.
Крім того, поміщики переносили селянські садиби, міняли угіддя, забирали собі городи, конопельники, пасіки тощо. В селі Власівці Зіньківського повіту селянин Григорій Шиян одержав 2,5 десятини землі в 6 місцях, а Петро Прокопенко — 5 десятин 1545 сажнів у 14 місцях. В селі Крутому Березі Лубенського повіту селянин Давид Мозоль одержав 2 десятини 150 сажнів у 7 місцях, Пилип Осташко — 4 десятини 100 сажнів у 12 місцях і т. ін.
На грабіжницьку реформу селяни Полтавщини відповіли масовими виступами. Відразу ж після проголошення маніфесту заворушення охопили всю губернію. Найвищого рівня селянський рух досяг у 1862 році — тут було 173 виступи селян з 902 виступів по всій Україні. Селянський рух на Полтавщині не припинявся і в 1863 та 1864 рр., а поодинокі виступи тривали протягом усього пореформеного періоду. Однак боротьба селян не мала успіху, передусім через те, що робітничий клас, який міг би очолити народні маси, тоді ще тільки формувався.
Незважаючи на значні залишки кріпосництва, після реформи помітно посилився розвиток капіталістичної промисловості. Важливим резервом для неї були кустарні промисли і ремесла, пов'язані з виготовленням одягу, взуття, тканин, деревообробною, ковальською справою, переробкою продуктів тваринництва тощо. На 1900 рік у селах Полтавщини налічувалося 77,5 тис. ремісників. За кількістю ремісників Полтавська губернія посідала одне з перших місць в Російській імперії. Вироби з дерева, виготовлені в селах Зіньківського, Миргородського і Лубенського повітів, не тільки задовольняли місцеві потреби, а й вивозилися в південні губернії України; рибальські сіті з села Вороньків продавалися дніпровським і чорноморським рибалкам; гарні кошики з рогозу, які виготовляли ремісники Лохвицького і Лубенського повітів, вивозилися в найбільші центри країни. По всій Україні славилися керамічні вироби опішнянських і миргородських гончарів.
Під натиском великого машинного виробництва дрібні кустарні промисли занепадали. Ремісники, що дуже терпіли від дорожнечі сировини і постійного безгрошів'я (заробіток більшості з них не перевищував 70—75 крб. на рік), потрапляли в кабалу до оптових скупників.
За період з 1862 по 1896 рік загальна вартість промислових виробів у губернії зросла з 4,1 до 23,6 млн крб., або в 5,9 раза. Переважала харчова промисловість, борошномельна, цукрова, горілчана, тютюнова, шкіряна. Особливо швидко зростало промислове виробництво в останньому десятиріччі XIX століття. Саме в цей час було побудовано більшість великих промислових підприємств губернії (117 з 215). Тільки в 1896 році 143 найбільші борошномельні заводи губернії, зосереджені переважно в Кременчуці та Полтаві, змололи зерна на 9,3 млн крб., що становило близько 2/6 усієї промислової продукції Полтавщини.
За обсягом виробництва друге місце в губернії належало тютюновим фабрикам (понад 10 %), найбільші з них були зосереджені в Кременчуці, Полтаві, Прилуках, Ромнах. На 1896 рік на тютюнових підприємствах губернії працювало 1500 робітників і було вироблено продукції на суму 2493 тис. крб., тоді як у 1861 році на цих підприємствах було зайнято лише 40 чоловік, а вартість виробленої ними продукції обчислювалася в 50 тис. карбованців. Полтавський тютюн вивозили на продаж у Москву, Санкт-Петербург, Ригу і навіть у Сибір. Значними капіталістичними підприємствами були також цукрові заводи Гадяцького повіту.
У 1899 році в Кременчуці побудували першу в губернії електростанцію, потужність якої не перевищувала 1150 кіловат. Струм її використовувався для освітлення і трамваю. За загальним обсягом великої фабрично-заводської промисловості Полтавська губернія поступалася перед промислово розвинутими губерніями України. Навіть наприкінці XIX століття в промисловості і ремеслах тут було зайнято всього 5,6 % населення, а в сільському господарстві — 81,6 % (в європейській частині Російської імперії — відповідно 9,7 і 74,2 %). В губернії налічувалося 841 промислове підприємство, де працювало 9211 робітників, що виробляли продукції на 23,6 млн карбованців. Великі промислові підприємства були зосереджені головним чином у Кременчуці і Полтаві, а в повітах переважали дрібні підприємства кустарного типу — олійниці, кузні, цегельні, млини, крупорушки тощо. Промислові підприємства, на яких працювало до 15 робітників, становили в губернії 99,2 %, від 16 до 100 — 0,7 %, понад 100 робітників — 0,1 %.
Економічному розвитку Полтавщини значно сприяло будівництво залізниць. У 1869 році одне з найбільших міст губернії — Кременчук — було з'єднано з Одесою, а в наступному році — введено в експлуатацію залізничну магістраль Харків — Полтава — Кременчук, яка сполучала східну і південно-східну частини Полтавщини з центрально-промисловим районом Російської імперії та Харковом. Велике економічне значення мала залізниця Ромни — Лібава, споруджена в 1874 році. Ця магістраль у 1888 році була продовжена до Кременчука. У 1-й половині 1890-х рр. побудували залізницю Полтава — Ромодан — Київ, яка перетнула магістраль Кременчук — Лібава і багаті сировиною повіти губернії. На 1901 рік загальна протяжність залізничної колії в Полтавській губернії становила 1052 верстви, тобто 24,2 верстви на тисячу квадратних верств (у європейській частині Російської імперії — 8 верств).
Будівництво залізниць викликало створення пристанційних промислових установ, залізничних майстерень (у Полтаві та Крюкові), паровозних депо, парових млинів, олійниць, складів, магазинів тощо.
Зростання промисловості, а також будівництво залізниць у губернії, які зв'язали її найважливіші господарські райони з промисловими центрами країни і закордонним ринком, сприяли більш інтенсивному розвитку і сільського господарства. У південних повітах Полтавщини, близьких до промислового Донбасу, почали вирощувати для продажу картоплю, кавуни, дині, огірки та інші овочі. Лубенський та Зіньківський повіти славилися промисловим садівництвом.

## Визвольні змагання 1917—1920рр. Повстанська боротьба проти більшовицької окупації у 1920-х роках на Полтавщині
Навесні 1920 р. селяни одержали, нарешті, поміщицьку землю в повному обсязі (т. зв. трудова норма на Полтавщині склала 15-20 дес. на пересічне господарство). Однак продрозкладка й розколювання села за допомогою комнезамів різко знизили підтримку влади основною масою селянства. В останні місяці 1920 р. і в перші місяці 1921 р. антирадянський рух не тільки не припинився, але й набув ще більшого розмаху. Внаслідок цього діяльність органів радянської влади на селі була фактично паралізована. На придушення «політичного бандитизму» більшовикам довелося кинути дві третини реґулярних військ РСЧА
Нова хвиля антирадянських повстань покотилася повітами Полтавщини у березні 1921 р. Практично повсюди діяли партизанські формування, чисельність яких нерідко сягала сотень багнетів і шабель. Найбільшими були загони отаманів Андрія Левченка, Петра Погорілого, Якова Андру-щенка в Кобеляцькому, Леонтія Христового і Максима Мандика в Гадяць-кому, Дмитра Боровика в Чутівському, Гаврила Куреди (Чорного) в Переяславському і Золотоніському, Сергія Греся в Лохвицькому повітах. Активно діяли десятки невеликих мобільних повстанських загонів. Активізації повстанського руху на Полтавщині сприяли останні рейди Н. Махна.
Боротьба повстанців із більшовицьким режимом відзначалася жорстокістю і безкомпромісністю з обох боків. Узагальнюючих даних про кількість жертв цієї боротьби в 1921—1922 pp. немає. Але й фраґментарні відомості вражають. Протягом 1921 р. повстанці знищили на Полтавщині одних лише продаґентів і продзаготівельників майже 400 чоловік. А кількість вбитих у боях та розстріляних органами влади повстанців становила понад 750 осіб.
Свідчення Начштабу і заступник голови Ради Революційної повстанської армії України (махновців) Віктор Білаш:
«…бійці так стомилися, так занепали духом, що не будь червоного терору, готові були розійтися по домівках. В армії їх утримувала не так ідейна боротба з Радвладою, як несправедливість влади, репресії і боязнь чека. Якби не це, махновщина на другий день після вранґелівщини припинила б своє існування. Батрацька група, яки раніше вірила в махновський „соціалізм“, нині майже вся покинула махновщину і стала об'єдуватися в ко-незами. Інші селянські групи (бідняки, середняки, куркулі), що завжди шукали у махновщині захисника, також були розчаровані…»
Уклавши угоду з більшовиками, Н. Махно здійснив два рейди по тилах П. Врангеля (четвертий і п'ятий рейди: 22-24, 26-31 жовтня 1920 р.) і знаменитий Кримський (шостий) рейд 2-15 листопада 1920 р. Після «чорної зради» більшовиків 26 жовтня 1920 р. Н. Махно знову підняв проти них зброю. Дочекавшись виходу в розташування головних сил Кримської групи (сьомий рейд: 26 жовтня — 6 грудня 1920 p.), Н. Махно відновив рейди у більшовицьке запілля (восьмий рейд: 20 грудня 1920 — 15 лютого 1921 pp.; дев'ятий рейд: 29 травня — 8 липня 1921 p.; десятий рейд: 9 липня — 27 серпня 1921 p.).
Маневруючи в оточенні реґулярних червоних військ, Н. Махно виявив неабиякі здібності полководця. Його марш-маневри були вражаючі за швидкістю і сміливістю. На одному місці махновці більше дня чи ночі не затримувалися, щоб не потрапити в оточення. У випадку невдачі проривалися дрібними групами, зарані визначивши місце збору. Більшовицькі стратеги називали воєнні дії проти Н. Махна «битвою лева з хмарою комарів». Удар лев'ячої лапи розсіював хмару без особливої шкоди для неї або марно розсікав повітря, а хмара купчилася в іншому місці. Воюючи проти вчорашніх союзників, Н. Махно широко оповіщав амністію червоноармій-цям і безжальну розправу з командирами і комісарами.
В цей час повстанці-махновці налічували у своїх лавах 15 тис. бійців, переважно кіннотників і кулеметників на тачанках. Відчутні втрати у безперервних боях із переважаючими силами противника, фізична і моральна втома знизили боєздатність армії.
Тому було прийнято рішення вийти в рейд на Херсонщину і Київщину для пошуку союзників і продовольчої бази та пропаґанди ідей Третьої Соціальної революції. 20 грудня 1920 р. 5-тисячний загін махновців вийшов із с. Заливне і наступного дня по льоду переправився на правий берег Дніпра. На розгром повстанців були кинуті кращі військові сили: 1-а Кінна армія і корпус Червоного козацтва. Однак зусилля червоних командирів не увінчалися успіхом. Упіймати Н. Махна не вдалося. Навпаки, у швидкоплинному бою біля с. Бучки махновці полонили і розстріляли командира 14-ї дивізії О. Я. Пархоменка.
Подолавши з боями 500 верст, повстанці 6 січня 1921 р. досягли с. Межиріч. Попри сподівання, великих повстанських загонів на Київщині, здатних поповнити армію, не виявилося. На нараді командирів було прийняте рішення продовжити рейд територією Полтавщини. 7 січня Н, Мах-но переправив своє поріділе військо (3 тис. чол., 200 кулеметів, 6 гармат) через Дніпро південніше Канева. 8 січня махновці з боєм зайняли с. Піщане за 15 верст від Золотоноші. Звідти головні сили махновців рушили на Оржицю. їх переслідувала 8-а дивізія Червоного козацтва, перекинута з Київщини залізницею і висаджена з ешелонів між Гребінкою і Золотоношею. Відірвавшись від переслідувачів, махновці 21 січня досягли Оржиці і рушили далі на схід. Неподалік від Хорола вони потрапили в оточення. Шлях перетинав крутий залізничний насип, перейти через який можна було тільки біля переїзду, де курсував бронепоїзд. Із флангів і тилу махновців охоплювали кіннотники 14-ї будьоннівської дивізії, зведеного загону Г. Котовського і червоних козаків. Однак Н. Махно знайшов вихід.
Свідчення І. Дубинський:
«Треба сказати правду — махновці в бою не були схожі на стадо баранів. Це був сильний противник, відважний і віроломний…»
Продовжуючи рейд, армія Н. Махна вийшла до Решетилівки. 15 січня махновці зайняли с. Бірки, де приєднали загін Л. Христового. На шляху повстанці захоплювали й роздавали селянам запаси продовольства, розстрілювали політпра-цівників, представників влади, комскладу. Червоноармійці неохоче вступали в бій із махновцями.
Свідчення М. Макушенко:
«Об 11 годині 10 липня із Недригашгіва через Красну на Бірки були кинуті загони тов. Зом-мера і тов. Бубенця. Загін тов. Бубенця в районі Соколової балки <…> виявив банду, яка рухалася по дорозі на Нехворощу і деякий час ішов паралельно <…> не доходячи 2-х верст до Нехворощі, загін зблизився з бандою на дистанцію, яка дозволяла перйти в атаку, і начальник загону т. Бубенець, подавши команду, з невеликою групою, що складалася переважно з командного складу, кинувся вперед, але загін услід не пішов, багато червоноармійців навіть стали завертати своїх коней. Помітивши хитання І нерішучість загону, Махно швидким маневром повернув банду і навально атакував загін, який кинувся тікати. В результаті атаки загін втратив кілька чоловік убитими І пораненими і два кулемети. За щей ганебний випадок увесь особовий склад загону був відданий під суд Військова-Революційного Трибуналу і винні у боягузстві були розстріляні».
Із Бірок один загін махновців пішов до Миргорода, а головні сили рушили на північ. Через Лютеньку-Веприк-Липову Долину, а потім через Недригайлів-Терни-Віри-Річки махновські загони вийшли до району, який контролювали повстанці O.G. Антонова. Через політичні розбіжності союз двох найбільших антибільшовицьких повстанських армій не склався. Повернувши на південний схід, махновці пройшли територією Курської, Воронезької і Харківської губерній до с. Берестове біля Ізюма, де 15 лютого 1921 р. закінчили свій зимовий рейд. Здолавши 2-тисячоверстний шлях, армія виснажилася. В її лавах залишилося бл. 2000 шабель з 2 гарматами і 50 кулеметами, майже без боєприпасів. Замість укрупнення, армія розпалася на дрібні загони. До весни 1921 р. Н. Махно маневрував територією Таврійської і Катеринославської губерній, а потім пішов у підпілля.
29 травня 1921 р. реорганізований штаб Революційної повстанської армії (штарм) повів махновців у новий рейд на Полтавщину. Кіннота та посаджена на тачанки піхота, долаючи на день десятки кілометрів, стрімко пройшли через Павлоградський, Новомосковський повіти Катеринославської губернії і увірвалися на територію нашого краю. Загальна кількість бійців під командуванням штарму не перевищувала 2000 шабель і 3000 штиків при 300 кулеметах і 12 гарматах. Пройшовши Сахновщину, повстанці 31 травня зайняли Мачухи і Решетилівку, за кілька верств від Полтави. У губернському центрі виникла паніка. Поява махновського з'єднання в районі полтавських цукрових заводів не на жарт стурбувала радянське командування. Проти махновців були кинуті реґулярні війська з бронепоїздами, в тому числі 8-а дивізія Червоного козацтва. 2 червня група повстанців здійснила наліт на Зіньків, а головні сили зайняли Шишаки.
Під час рейду махновці за підтримкою місцевих повстанських загонів на короткий час захоплювали села і навіть повітові центри, розганяли органи радянської влади, роздавали селянам із гамазеїв і складів заготовлений за продрозкладкою хліб.
Незабаром Полтавщина нагадувала військовий плацдарм. Антимахновські операції велися під безпосереднім керівництвом Командуючого всіма збройними силами України і Криму М. В. Фрунзе. Близько місяця він курсував на бронепоїзді й бронеавтомобілі у ромбі Харків-Синельниково-Кременчук-Конотоп. Ліквідація Н. Махна затягувалася, і командуючий нервував. 15 червня 1921 р., о 6-й годині ранку, на ст. Решетилівка прибув помічник Командуючого Р. П. Ейдеман з невтішною новиною: Н. Махно знову вирвався з «мішка». На думку Р. Ейдемана, батько знаходився десь поблизу. Після короткої наради було вирішено, що Р. Ейдеман поїде на автомобілі в Решетилівку і уточнить ситуацію на місці. Несподівано для всіх, через дві години М. В. Фрунзе наказав ординарцеві сідлати коней і в супроводі начдива І. С. Кутякова з ад'ютантом виїхав до Решетилівки. Ледве в'їхавши до містечка, вони зіткнулися з кінною колоною під червоним прапором.
Свідчення. Із інформаційного зведення Полтавського губвиконкому (7 липня 1921 р.):
«В Кобеляцькому повіті політстан після рейда банд Махна, Щуся, Марусі надзвичайно важкий, настрій селян пригнічений, влади на селі майже немає. На місцях зруйнована всі радянська і продовольча робота. Немає зв'язку з чотирма волостями… Банди оперували в Царичанській, Кустопавлівській, Велико-Кобеляцькій волостях. Прийшовши в Нові Санжари, пішли в Полтавський повіт. Всього бандами залишено жертв близько 22 чол.
Миргородський повіт. Зв язок з усіма волостями, крім трьох. Через Решетилівку пройшла банда Махна на чолі n'ятірки із Щуся, Махна, Тарановського, Кусенка і Хоми. <…> В Успіивииькій волості бандою захоплено 15 коней: іншим волостям завдано значних збитків, поки що не підрахованих…»
«Неймовірні трюки і бої» (В. Білаш) на теренах Полтавщини продовжувалися до 4 липня 1921 р. Незважаючи на величезну перевагу червоних військ, оточити й знищити Н. Махна не вдалося. Маневрені загони махновців прорвали червоні заслони і, перейшовши Роменський, Гадяцький, Зіньківський повіти, на поч. липня залишили територію Полтавщини. 8 липня рештки махновської армії (800 шабель, 700 штиків, 72 кулемети) відступили на територію Харківської губернії, де 8 липня закінчили свій рейд. У зв'язку з посухою і голодом ситуація для махновської армії влітку 1921 р. ускладнилася. Оголошена більшовиками амністія й обіцянка влади скасувати продрозкладку призвели до того, що значна частина активних учасників руху стала відходити від махновщини.
Не змиряючись з поразкою, 9 липня 1921 р. Н. Махно виступив у останній рейд в ім'я анархії. Він був упевнений, що збере нові повстанські сили на Дону і Волзі. Але голод у цих районах змусив його повернутися назад. Через Старобіль-щину, Ізюмщину і Костянтиноградщину Н. Махно пішов на Захід. В районі Сахновщини до махновців приєднався загін Іванюка (100 чол.). Пройшовши Кобеляцький повіт, 16 серпня 1921 р. Н. Махно переправив біля Переволочної через Дніпро рештки своєї армії: 300 чол. із 4 кулеметами. В сутичці з комнезамами у с. Мишурин Рік батько одержав 11-те тяжке поранення. Подальший рейд нагадував втечу. 27 серпня 1921 p. H. Махно з кількома десятками соратників переправився через Дністер на територію Румунії.
Боротьба з селянським повстанським рухом стала для радянського уряду першочерговою і однією з найгостріших проблем. 8 грудня 1920 р. голова РНК УСРР X. Раковський, командуючий військами М. В. Фрунзе і секретар КП(б)У В. М. Молотов затвердили т. зв. «Стислу інструкцію по боротьбі з бандитизмом на Україні». «Стислий» документ містив 55 пунктів, причому майже всі вони закінчувалися погрозами: розстріляти, конфіскувати, знищити. 19 лютого 1921 р. була створена Постійна нарада по боротьбі з бандитизмом при Раді Народних Комісарів УСРР. На місцях, зокрема в Полтавській і Кременчуцькій губерніях, створювались губернські постійні наради на чолі з головами губвиконкомів. Членами нарад були секретарі губкомів КП(б)У, губвоєнкоми, голови ЧК (з 1922 р. — ДПУ).
Губернські постійні комісії по боротьбі з бандитизмом координували операції військ та каральних органів по ліквідації повстанських загонів, здійснювали загальний нагляд за станом охорони підприємств, складів і залізниць в межах губерній, керували формуванням частин особливого призначення (ЧОП) з комуністів і комсомольців, загонів комітетів незаможних селян (КНС), спрямовували діяльність ревтрибуналів при військових частинах, які переслідували повстанців.
Для боротьби з повстанцями на Полтавщині зосереджувались значні збройні сили: 7-а Володимирівська та 25-а стрілецькі дивізії, 14-а Полтавська піхотна школа комскладу, частини військ внутрішньої охорони, Полтавська бриґада частин особливого призначення, міліцейські підрозділи, загони ЧК та комітетів незаможних селян.
Із літа 1921 p., повстанський рух на Полтавщині став затухати. Відмова більшовицької верхівки від політики «воєнного комунізму» сприяла поліпшенню стосунків трудового селянства з радянською владою. Далася взнаки і дія закону ВУЦВК від 3 березня 1921 р. про амністію повстанцям, які добровільно складуть зброю. Чимало селян скористались цим законом і повернулися до мирного господарювання. І все ж у кін. 1921 р. — на поч. 1922 р. повстанський рух у Полтавській і Кременчуцькій губерніях залишався найсильнішим на Лівобережній Україні. За даними ДПУ, станом на 1 січня 1922 p., незважаючи на сувору зиму, на Полтавщині оперували 15 повстанських загонів чисельністю від 20 до 50 бійців. Із настанням весняного тепла кількість загонів зросла.
У 1922—1923 pp. у значній мірі змінилась тактика дій повстанців. Вони уникали нападати на військові частини, повітові міста і великі села. Удари тепер наносились по хлібозаготівельних пунктах, залізничних складах, комунах, вчинялись диверсії на транспорті, напади із засідок на невеликі групи військовиків, міліціонерів, сільських активістів. Відповідно змінювались і методи боротьби з повстанським рухом. Якщо в 1920 р. така боротьба розумілась каральними органами лише як необхідність знищення живої сили супротивника і зводилась до безсистемних переслідувань повстанських загонів мобільними частинами Червоної армії, то з кінця 1921 р. поряд із військовими операціями, посилюється робота по внутрішньому розкладу повстанського руху. З цією метою серед селянства та безпосередньо в самих загонах насаджувалась аґентура ДПУ (секретні співробітники — «сексоти»). Вони повідомляли про місця дислокації і пересування повстанців, розпалювали серед них чвари, сіяли зневіру в можливості перемоги в боротьбі з радянською владою.
Нова тактика дозволяла більшовикам більш вдало проводити облави, обшуки та каральні акції. У липні 1923 р. за «наводкою» чекістської аґентури були розгромлені основні сили гадяцьких повстанських загонів Л. Христового і М. Мандика. Сам Л. Христовий був тяжко поранений, а згодом убитий. У січні наступного року частини 57-го полку знищили загони П. Погорілого та А. Левченка. Отаман П. Погорілий тоді загинув, а А. Левченку вдалося втекти, але у квітні 1922 р. чекісти схопили його в Катеринославі і згодом розстріляли.
Серйозним ударом по повстанському рухові став розгром у 1921—1923 pp. національно-патріотичного підпілля на Полтавщині. Наприкінці липня 1921 р. органи ЧК викрили підпільну організацію учнів учительської семінарії в Пирятині. її учасники влаштували конспіративні зібрання в лісі й накопичували зброю для повстанців. Восени того ж року чекісти заарештували понад 50 членів підпільної організації в Чутовому. Влітку 1922 р. у с. Красносельце Кременчуцької губернії ДПУ розгромило підпільну організацію під назвою «1-й Український полк імені Симона Петлюри».
У 1923 р. було ліквідовано ще кілька підпільних організацій, серед них «Лубенський повстанський комітет» на чолі з учителем С. В. Ковалев-ським. Організація, до складу якої входили вчителі, студенти, колишні офіцери, підтримувала зв'язки із закордонним урядом УНР, із часом мала підняти на Лівобережжі масове антирадянське повстання та очолити тут всі збройні повстанські формування. Тоді ж викрито підпільну організацію «Українсько-російський національний союз повстання проти III Інтернаціоналу». ДПУ заарештувало керівників організації П. Ф. Чергинце-ва і Б. А. Михайловського та 17 рядових членів. При обшуку була вилучена зброя, знаряддя друку, чисті бланки з печатками, велика кількість прокламацій, плани Полтави з позначенням у місті військових частин, списки установ і відповідальних партійних і радянських працівників. Все це мало бути використане під час масового антирадянського повстання.
У серпні 1923 р. була ліквідована підпільна повстанська організація в Краснограді на чолі з О. Г. Коломієць. Організація, що прагнула до відновлення влади Української Народної Республіки, проводила свою роботу в межах Красноградського повіту, мала зв'язок з Кременчуком і Кобеляками. Тоді ж подібні підпільні організації були викриті в Переяславі, в Золотоноші, в селах Бреусівка Кобеляцького, Безручки і Жуки Полтавського повітів. Ці організації налічували по 20-25 чол. із числа учителів, студентів, селян. Деякі з них, наприклад, Переяслівська і Золотоніська мали зв'язки з повстанкомами в Холодному Яру, місцевими повстанськими загонами.

## Створення Полтавської області
22 вересня 1937 року — згідно з постановою Центрального Виконавчого Комітету СРСР утворена Полтавська область.

## Репресії 1937—1939
Пік репресій, як і по всій країні, тут припав на часи «Великого терору» 1937—1938 рр., коли в області було заарештовано 267 579 громадян.
Як свідчить статистична звітність органів НКВС, тільки з 1 по 31 грудня 1937 р. по «польській лінії» було заарештовано у Полтавській обл. 1432 громадян, причому не лише поляків. Серед заарештованих у цій справі було 422 українці, 42 білоруси, 70 євреїв, 32 росіянина, 12 румунів, 7 німців, 3 литовці і навіть 2 іранці.
Згідно з наказом НКВС СРСР від 25 липня 1937 р., «по німецькій лінії» було заарештовано 89 полтавців, із них 70 німців, 11 українців, 8 росіян. По «румунській» і «харбінській лініях» того року заарештували в області відповідно 26 і 29 громадян.
Операція «по латишах» розпочалася офіційно 3 грудня 1937 р., а вже 30 грудня того року нарком внутрішніх справ України відрапортував начальству в Москву про ліквідацію 72 шпигунсько-диверсійних резидентур, 14 націоналістичних організацій, 272 агентів латиської та інших розвідок. Працівники Полтавського управління УНКВС «знешкодили» тоді в найкоротші строки 43 «латиських агентів».
У другій половині 1937 р. у Полтавській області кількість заарештованих сягнула 5573 чол. Із них троцькістів — 39, правих есерів — 2, есерів — 73, членів контрреволюційних націоналістичних організацій — 3 281, «фашистів» — 39, білогвардійців — 241. За своїм характером приписані заарештованим злочини розподілялися так: зрада Батьківщині — 80, шпигунство — 1 611, терор — 18, диверсії — 7, шкідництво — 82, контрреволюційна агітація — 3 050, повстанська контрреволюційна діяльність — 459, інші злочини — 266. Більшість із вказаних «злочинів» були явно надумані, сфабриковані в Управлінні НКВС по Полтавській області.
Тільки з 1 січня по 1 липня 1938 р. на Полтавщині було заарештовано по харбінській, румунській, естонській, іранській, грецькій, болгарській, латвійській та інших лініях близько 1600 громадян, ні в чому не винних, як показав перегляд їхніх справ уже за часів незалежної України.
Загалом у першій половині 1938 р. у Полтавській обл. за «контрреволюційні злочини та шпигунство» було заарештовано 6896 чол. Із них українців — 5 411, поляків — 785, євреїв — 248, німців — 121, росіян — 116, білорусів — 59, латишів — 55, румунів — 43, корейців — 14, іранців — 12, громадян інших національностей — 32.
За політичним забарвленням заарештовані у першому півріччі 1938 р. розподілялися так: есерів — 289, троцькістів — 100, меншовиків — 56, правих — 41, анархістів — 12, членів українських націоналістичних контрреволюційних організацій — 1 265, активних учасників сіоністських організацій — 134, інших антирадянських контрреволюційних формувань — 2 769, «фашистів» — 40, церковників і сектантів — 156, білогвардійців — 451. У статистичній звітності НКВС по Полтавській області відзначається також характер злочинів. Серед них: зрада Батьківщині — 181, терор — 3, диверсія — 29, шкідництво — 44, повстанська контрреволюційна діяльність — 4 455, контрреволюційна агітація — 467, інші контрреволюційні злочини — 127. Показання вибивали катуванням заарештованих. Розстрілювали чи відправляли на каторгу без суду і слідства за вироком особливих трійок на чолі із секретарями обкому КП(б)У.
До катівень НКВС потрапляли люди з різних соціальних груп і прошарків — від вищих партійних і радянських працівників до неписьменних домогосподарок, воєначальники, командири і рядові бійці, вчені, письменники, учителі, лікарі, колишні служителі культу, робітники і колгоспники. Але найбільше репресованих та страчених припадало на селян, інтелігенцію, духовенство. Тільки у процесі фабрикації справи «Українського національного центру» на Полтавщині було заарештовано понад 1 600 осіб, більше половини з них за вироком «трійки» засуджено до страти, решту — до тривалих строків каторжних робіт у виправно-трудових таборах.
Указом Президії Верховної Ради СРСР від 10 січня 1939 р. були утворені Кіровоградська та Сумська області. До Кіровоградської обл. від Полтавської відійшли райони: Новогеоргіївський та Онуфріївський, а до Сумської — Липоводолинський і Синівський.
У 1939 р. із Кременчуцької міської ради виділився Кременчуцький сільський район (Указ Президії Верховної Ради СРСР від 17 травня 1939 р.), у липні того року утворився Полтавський сільський район (виділився з Полтавської міськради). Указом Президії Верховної Ради СРСР від 23 серпня 1939 р. із частин Опішнянського і Чутівського районів створено Котелевський район.
19 вересня 1940 р. Полтава поділена на 3 міські райони: Київський, Ленінський і Жовтневий, а в Кременчуці того ж року виділився один район — Крюківський. Завдяки цим змінам область поділялася на 44 сільські та 4 міські райони. У 2016 році Жовтневий район перейменовано на Шевченківський, а Ленінський — на Подільський.
Станом на 15 жовтня 1939 р. до складу області входили такі 44 сільські райони: Великобагачанський, Великокринківський, Гадяцький, Гельмязівський, Глобинський, Градизький, Гребінківський, Диканський, Драбівський, Золотоніський, Згурівський, Зіньківський, Іркліївський, Карлівський, Кишеньківський, Кобеляцький, Ковалівський, Козельщинський, Комишнянський, Лазірківський, Лохвицький, Лубенський, Машівський, Миргородський, Нехворощанський, Новосанжарський), Оболонський, Опішнянський, Оржицький, Петрівсько-Роменський, Пирятинський, Покровсько-Багачанський, Полтавський, Решетилівський, Семенівський, Сенчанський, Хорольський, Чорнобаївський, Чорнухинський, Чутівський, Шишацький, Яготинський. У такому складі Полтавська область існувала до німецько-радянської війни.

## Німецько-радянська війна
14 вересня 1941 року німецьким військам у районі Лубни — Лохвиця вдалося зімкнути оточення навколо військ 21-ї, 5-ї, 37-ї та 26-ї армій Південно-Західного фронту. Радянські частини змушені були вести тяжкі, кровопролитні бої, щоб вирватися із оточення.
20 вересня під хутором Дрюківщиною загинули командуючий Південно-Західним фронтом генерал-полковник М. П. Кирпонос, член Військової ради фронту, секретар ЦК КП(б)У М. О. Бурмистенко, начальник штабу фронту генерал-майор В. І. Тупіков.
У вересні 1941 року територію області окупували німецькі війська, що встановили тут, як і перед цим російські більшовики, режим воєнної диктатури і терору, втім, не настільки кривавого, як червоний терор.
У вересні 1943 року на території Полтавщини розгорнулися жорстокі бої РСЧА проти німецьких військ.
21 вересня 1943 року війська 53-ї та 5-ї Гвардійських армій Степового фронту, якими командував генерал І. С. Конєв, вийшли на лівий берег Ворскли. Вночі вони форсували річку північніше і південніше Полтави, а 23 вересня після запеклих боїв зайняли Полтаву, 29 вересня — Кременчук.

### Підпілля ОУН на Полтавщині. Боротьба за Українську Державу.
Із початком радянсько-німецької війни із Західної України на схід вирушили утворені ОУН похідні групи мельниківського та бандерівського спрямування, до складу яких за різними даними входило від 4 до 7 тис. чоловік. Здебільшого це були молоді люди, щирі патріоти України, які прагнули в умовах нацистської окупації згуртувати українців навколо національної ідеї і повести їх на боротьбу за свободу й незалежність своєї Батьківщини, яка потерпала під гнітом двох тоталітарних режимів — сталінського, комуністичного й гітлерівського.
Шлях похідних груп ОУН на Слобожанщину і Донбас пролягав через Полтавщину. У Києві мельниківці створили свій керівний орган — ОСУЗ (осередні та східні українські землі), який охоплював Київську, Полтавську, Чернігівську, Житомирську і Вінницьку області України. Одну з похідних груп ОУН (мельниківців) очолив Ярослав Якимець. До неї входили студенти-галичани Ярослав Лашин, Володимир Попович і Степан (прізвище невідоме). Серед учасників похідних груп були й полтавці, учасники визвольних змагань 1917—1921 років, які з різних причин опинилися на еміграції. Зокрема, протягом 17–19 липня 1941 року на схід вирушили Іван Гармаш, Григорій Падалка, Юрій і Денис Матвіїви, Іван Прохват, Степан Шахрай, Володимир Бідик та Марія Безпалова. У кінці вересня 1941 року до Полтави перевели голову обласного проводу ОУН на Вінниччині Василя Яворіва.
Значну роботу з виявлення і згуртування національних сил на Полтавщині провів один із лідерів ОУН мельниківської орієнтації, уродженець міста Рогатина на Галичині Богдан Онуфрик («Коник»). Одним із його завдань було формування з українських патріотів органів місцевої влади — допоміжної окупаційної адміністрації з тим, щоб ці люди стали носіями української державницької ідеї на окупованих німцями землях.
Після нетривалого перебування в Полтаві Б. Онуфрик вирушив на Слобожанщину. Ідучи пішки від Полтави до Харкова, він, за спогадами Осипа Жалоби, в Іскрівці, Чутовому, Коломаку, Валках і Люботині скликав збори місцевої інтелігенції та української людності і за їх рекомендаціями підбирав «ідейних українців» на посади районних і сільських старост, адже легальна робота в органах місцевого самоврядування, хоч би які обмежені права вони мали, створювала більш сприятливі умови для пропаганди ідеї Української національної державності.
Із різних джерел, що збереглися, достеменно відомо, що українське націоналістичне підпілля у формі осередків чи симпатиків ОУН діяло в Полтаві, Кременчуці, Лубнах, Миргороді, Пирятині, Лохвиці, Золотоноші, Яготині, Кишеньках і Малій Перещепині.
Центром національно-патріотичного підпілля мельниківського спрямування в Полтаві стала міська управа. Її очолював бургомістр Федір Борківський — колишній старшина армії УНР, особисто знайомий із Симоном Петлюрою та Євгеном Коновальцем. Проходив у справі Спілки визволення України, протягом 10 років поневірявся у Соловецькому таборі особливого призначення. Після звільнення мешкав у Полтаві на вулиці Монастирській, 15. Напередодні радянсько-німецької війни працював бухгалтером Полтавського хлібзаводу.
У Полтаві діяли підпільники ОУН як мельниківської, так і бандерівської орієнтації. Прикриттям для підпілля ОУН була робота в органах місцевої окупаційної адміністрації та тилових німецьких установах і штабах. Притулок їм давали українські патріоти, які ще залишалися живими після двадцяти років більшовицького терору. Зокрема, допомогу членам похідних груп ОУН надавала Полтавська управа Українського Червоного Хреста, у тому числі голова управи Галина В'юн та її мати Єлизавета Гришко, священник Української автокефальної православної церкви Демид Бурко та його дружина Антоніна, родини Потапенків, Потульницьких та ін.
Полтавські енкавеесівці вважали, що підпільну організацію мельниківців у Полтаві очолював Петро Петрович Дейнеко — службовець міської управи. Напередодні війни П. Дейнеко працював садівником у Полтаві, зокрема доглядав Корпусний сад. Найближчим його помічником, як вважали енкавеесівці, була Галина В'юн (у написаних у 1961 році спогадах вона про це не згадує), а активними учасниками — Андрій Багмет і Олександр Дигас. За словами М. Соколовського, мельниківцями були бургомістр Полтави Ф. Борківський, редактор обласної газети «Голос Полтавщини» Петро Сагайдачний (можливо, це — псевдо), начальник полтавської поліції, член ОУН ще з еміграції Петро Чуй та його заступник Мирошниченко, завідувач земельного відділу міської управи Микола Скрипченко, агроном Григорій Оснач, майор Червоної армії Петро (прізвище невідоме), брати Петро й Олексій Громи та ін. Із підпіллям ОУН(м) був пов'язаний і кобзар Іван Скляр.
Полтавська поліція поряд із міською управою стала основним осередком мельниківців. До складу мельниківського підпілля ОУН, як свідчив 19 жовтня 1943 року на допиті в органах НКВС Степан Грига, входило близько 30 чоловік із числа жителів Полтави та навколишніх сіл. Крім названих вище, серед них були: Костянтин Павлович Вайденко, 1893 року народження — завідувач паливним відділом міської управи; Яків Семенович Четверило, 1895 року народження, уродженець села Чорноглазівки; Пацагула — завідувач Інвалідним будинком при Добродійному відділі Полтавської міської управи; Іван Трохимович Васильченко — виконавець міської управи; Петро Васильович Грінченко — бухгалтер міської управи; Степан Степанович Грига — завідувач адресним столом міської управи, а також Петро Прокопович Марченко й Арсеній Григорович Дникало.
Бандерівці також мали в Полтаві свою «п'ятірку», яку очолювали Ярослав Мудрий («Окулярчик») та Василь Яворів («Зелений»). Вони прибули до Полтави зі Львова незабаром після приходу німців. Осідок бандерівці мали на квартирі Олександри (Олесі) Потапенко на вулиці Котляревського, навпроти скверика. Господарка квартири була донькою відомого полтавського поета Мусія Кононенка і дружиною Митрофана Потапенка — працівника споживчої кооперації, репресованого в 1937 році. Будучи членом ОУН(б), О. Потапенко працювала в Полтавській управі Українського Червоного Хреста. «Це була жертовна і відважна жінка-патріотка, — згадував пізніше М. Мартинюк, — безмежно віддана справі чинного націоналізму». Запасна явка бандерівців знаходилася в їдальні на вулиці Олександрівській, де деякий час працювала Антоніна Кушнір (навпроти нинішнього ЦУМу).
Основним завданням українських патріотів, як указувалося в доповідній записці наркома НКВС УРСР Рясного на ім'я М. Хрущова, було ведення націоналістичної пропаганди серед населення і військовополонених, яким вони доносили "ідеї боротьби з більшовиками, а також із німцями за створення «самостійної Української держави». Найбільш сприятливий ґрунт вона знаходила серед національно свідомої української інтелігенції та селянства, серед якого панували сильні антиколгоспні настрої. У числі інших завдань українських націоналістів було залучення нових членів до свого підпілля, створення фонду допомоги сім'ям репресованих комуністичним режимом людей, збір коштів для ОУН та ін.
Ідеї державної незалежності України підпільники ОУН пропагували під час збирання продуктів, грошей і одягу для радянських військовополонених, якими опікувався Український Червоний Хрест, по містах і селах Полтавщини. З цією метою вони неодноразово були в Котельві, Нових Санжарах, Опішному, Диканьці, Мачухах та ін. Організацією допомоги військовополоненим від Українського Червоного Хреста займалися Андрій Багмет та Зінаїда Потульницька — дружина протоієрея Олексія Потульницького. З дозволу окупаційної влади вони виїжджали в села, скликали сходи й закликали людей робити пожертви для українських бранців-полонених.
Український Червоний Хрест у Полтаві став легальним осередком, навколо якого гуртувалися всі національно свідомі українські елементи, у тому числі й підпілля ОУН. У своїх спогадах про співпрацю з українськими патріотами Г. В'юн писала: "Зовсім природно в колах нашого товариства знайшло значну підтримку українське національно-визвольне підпілля, очолюване тоді, як відомо, обома гілками ОУН.
Навесні 1942 року німецьке фронтове командування передало Полтавщину в управління цивільної влади — вона була включена до рейхскомісаріату «Україна». Відтоді й почалися масові репресії проти національно свідомих українців. Першими жертвами нацистського терору стали учасники Похідних груп ОУН — молоді підпільники-націоналісти, які прибули на Полтавщину з Галичини та еміграції, щоб допомогти полтавцям у будівництві національного життя. Завдяки спільним клопотанням Полтавської управи Українського Червоного Хреста та керівництва Полтавської міської управи, зокрема Борківського, перших в'язнів удалося врятувати. Але в кінці березня 1942 року, невдовзі після Шевченківських свят, які урочисто пройшли в приміщенні міської управи, було заарештоване і її керівництво на чолі з бургомістром Борківським. Нацистська служба безпеки у одному документі писала: «У Полтаві було заарештовано мера і трьох інших осіб. Мер проводив у себе збори з прибічниками Бандери, в ході яких він пропагував ідею створення української армії для її боротьби з німецьким вермахтом». За це його і розстріляли нацистські окупанти у 1942 році.
Якщо на початку окупації України нацисти ставилися до спроб українського національного відродження з настороженістю і зневажливою байдужістю, то надалі почали вбачати в ньому джерело неприємного клопоту для себе. З весни 1942 року почалися гоніння на будь-які прояви українського національного життя. Зі шпальт українських окупаційних газет зникають публікації про героїчні сторінки минулого, зменшується кількість повідомлень про місцеве життя. Нацисти заборонили використовувати українську національну символіку, виконувати гімн «Ще не вмерла Україна», діяльність «Просвіт» та інших українських громадських організацій. Водночас посилюється пропаганда нацистської ідеології, збільшується обсяг офіційних німецьких повідомлень.
Прикриттям для вцілілих прихильників Української державності в Полтаві стала управа Українського Червоного Хреста, яку очолювала Галина В'юн. Нарком НКВС Рясний, як видно з його доповідної записки на ім'я секретаря ЦК КП(б)У Д. Коротченка, вважав її наступником керівника полтавського підпілля ОУН П. Дейнеки, де вона начебто відала організаційними питаннями. Після ліквідації німцями в липні 1942 року УЧХ деякі його функції перебрав благодійний відділ Полтавської міської управи. Офіційно відділ займався наданням матеріальної допомоги соціально незахищеним верствам населення, але його співробітники, як вважали чекісти, проводили «контрреволюційну націоналістичну агітацію» серед військовополонених і цивільного населення та намагалися залучити до підпілля ОУН українську інтелігенцію
Після повернення комуністичного режиму на Полтавщину ті з українських патріотів, які врятувалися від нацистів, опинилися в застінках НКДБ. У жовтні 1943 року чекісти заарештували П. Марченка, С. Григу, А. Багмета та ін. Кілька учасників націоналістичного підпілля (К. Вайденко, Я. Четверило, А. Даниленко, І. Шпигун та Деркач) перебували в розшуку.
Після проведених органами НКДБ арештів українське національно-патріотичне підпілля не було остаточно викорінене. У доповідній записці комісара внутрішніх справ УРСР Рясного на ім'я М. С. Хрущова відзначалося, що "в період окупації Полтави була створена підпільна Організація українських націоналістів, яка ставила за мету залучення нових учасників у організацію, проведення серед населення і військовополонених націоналістичної пропаганди. Організація проіснувала до листопада 1943 року. На підставі свідчення арештованих можна зробити переконливі висновки, що на території Полтавської області існує глибоке націоналістичне підпілля.
Частина українських патріотів, яка, рятуючись від репресій радянських каральних органів, втекла на захід, вступила до Української повстанської армії. Так, в одному з підрозділів УПА воювали Сергій Нестеренко («Туча»), Петро Гребенюк («Сагайдачний») та Григорій Жалинський («Чабан») із Мачух, Андрій Винник («Сагайдачний») з Верхолів, Євген Піддубник («Наливайко») із Жуків, Володимир Захарченко («Всесвітній») із Гребінки та ін.
Саме з жителів Наддніпрянщини керівництво ОУН—УПА організовувало нові Похідні групи, які після короткотермінової підготовки направлялися для підпільної роботи у східні й центральні області України після повернення туди радянської влади. На відміну від першої хвилі Похідних груп вони були менш чисельними і складалися майже виключно з місцевих жителів, які з різних причин опинилися на західних теренах України.
Німецький окупаційний режим і радянська влада в однаковій мірі були ворожими до національних домагань українського народу. Але, незважаючи на терор нацистів і комуністів, серед полтавців продовжувала жити ідея незалежності України, яку ціною власного життя поширювали учасники національно-патріотичного підпілля. Як бачимо з доповіді Чарнецького, зробленої 6 червня 1944 року на зборах партійно-господарського активу області, ОУН «в період окупації Полтавщини провела немалу роботу по згуртуванню антирадянських націоналістичних сил. Вели підготовчу роботу по створенню банд у Кременчуцькому та інших районах області з метою залишити їх у нашому тилу із завданням вести підривну роботу».
Ні нацистський, ні комуністичний більшовицький режими не змогли знищити прагнення українців бути господарями на своїй землі й господарями власної долі.

### Втрати
Війна завдала Полтавщині величезних матеріальних і людських втрат. Усе лежало в руїнах і згарищах. Повністю було спалено 355 населених пунктів. Особливо постраждали Полтава і Кременчук, Диканський, Кременчуцький, Котелевський, Полтавський, Решетилівській, Семенівський, Чутівський, Шишацький райони. Під час форсування Дніпра мешканців Полтавщини без одягу, без інструктажу, з половиною цеглини на двох як зброєю радянські окупанти кидали воювати проти інших — німецьких окупантів. Всього з 23 червня 1941 р. по травень 1945 р. на стороні СРСР загинуло 269 442 полтавці, зокрема 2 500 жінок.
Віддали свої життя 186 тис. полтавців. Ця цифра називається по сучасній території за даними, зібраними при написанні «Книг пам'яті України. Полтавська область…».
В історичній літературі називалися й інші цифри кількості полтавців — «жертв фашизму» та загиблих на фронтах у роки війни. Так, у виданнях до 90-х років XX ст. включно зазначено, що під час німецької окупації території, яка перед тим належала до радянської Полтавської області, нацисти знищили 221 895 чол. (із них 115 тис. військовополонених), зокрема у Полтаві — 20 237, у Кременчуці — 97 000, Лубнах — 19 500, Хоролі — 9 300, Золотоноші — 12 750 осіб, вивезли на примусові роботи до Німеччини понад 156 тис. громадян. Але тут вказано цифри із тими районами, які пізніше відійшли від Полтавської області, деякі дані уточнені вже під час підготовки «Книг пам'яті…».

### Територіальний перерозподіл
Під час німецької окупації території (вересень—жовтень 1941 р. — вересень—листопад 1943 р.) гітлерівці значну частину України включили до складу райхскомісаріату «Україна». Райхскомісаріат поділявся на генеральні округи, а вони, своєю чергою, на округи (ґебіти), які об'єднували кілька районів. Територія Київської та Полтавської областей входила до складу генеральної округи Київ, яка складалася з 26 округ (ґебітів). Полтавщина була поділена на 12 ґебітів, до кожного з яких входило по 3-4 райони. Тільки Пирятинський включав 6 районів.
Список ґебітів Полтавщини та райони, що вони охоплювали:
- Гадяцький: Роменський, Зіньківський і Петрівсько-Роменський
- Золотоніський — Гельмязівський, Золотоніський, Іркліївський, Чорнобаївський
- Карлівський — Карлівський, Машівський, Чутівський
- Кобеляцький — Кишеньківський, Кобеляцький, Козельщинський
- Кременчуцький — Великокринківський, Градизький, Глобинський, Кременчуцький
- Лохвицький — Лохвицький, Сенчанський, Чорнухинський
- Лубенський — Лазірківський, Лубенський, Оржицький
- Миргородський — Великобагачанський, Комишнянський, Миргородський, Шишацький
- Опішнянський — Диканський, Котелевський, Опішнянський
- Пирятинський — Гребінківський, Драбівський, Згурівський, Ковалівський, Пирятинський, Яготинський
- Полтавський — Новосанжарський, Нехворощанський, Полтавський, Решетилівський
- Хорольський — Оболонський, Покровсько-Багачанський, Семенівський і Хорольський

## Повоєнні роки
Після відновлення окупаційної російсько-більшовицької влади на території Полтавщини вона і далі залишалася в складі довоєнних 44 сільських районів.
Відповідно до Указу Президії Верховної Ради УРСР від 7 січня 1954 року була утворена Черкаська область із частин Київської, Полтавської та Кіровоградської областей. До її складу увійшло 6 районів Полтавської області: Гельмязівський, Драбівський, Золотоніський, Іркліївський, Чорнобаївський і Шрамківський.
Особливо велике промислове будівництво розгорнулося поблизу Кременчука. У 1956 році на Дніпрі почалось будівництво Кременчуцької ГЕС, а вже наприкінці 1959 року, раніше строку — були введені в дію її перші агрегати. На околицях міста виросли корпуси комбайнового заводу, який потім було переобладнано в автомобільний завод. У квітні 1959 року він випустив перші потужні великовагові автомобілі.
В результаті розгортання геологорозвідувальних робіт у ці роки в області були відкриті значні родовища нафти і газу (Радченківське, Сагайдацьке, Глинсько-Розбишівське, Солохівське, Зачепилівське, Чорнухинське, Більське тощо) і покладено початок розвиткові нафтогазової промисловості. За видатні заслуги в розвідці нафтогазових родовищ і підготовку їх до експлуатації головний геолог тресту «Укрсхіднафторозвідка» С. Є. Черпак та головний геолог Миргородської контори буріння Л. С. Палець удостоєні Ленінської премії. У 1956 році було побудовано газопроводи Радченкове — Миргород (14,5 км) і Радченкове — Полтава (68,5 км). Перехід на газове опалення дав трудящим Полтави 7,5 млн крб. економії на рік, а державні витрати на будівництво газопроводу Радченкове — Полтава компенсувались за рахунок економії вже через 2 роки.
Швидкими темпами розгорнулось нове будівництво в 1959—1965 рр. Обсяг капіталовкладень, порівняно з попередніми роками, зріс утроє і в 1965 році становив 200 млн крб. Це в 1,5 раза більше, ніж за всю п'яту п'ятирічку. За 7 років загальна сума капіталовкладень в народне господарство області перевищила 1 млрд крб. Було введено в дію 37 нових великих підприємств, а основні виробничі фонди промисловості області збільшилися вдвоє. В цілому по області виробництво промислової продукції зросло майже в 2 рази, в тому числі в машинобудівній промисловості — в 3,8 раза, випуску збірного залізобетону — в 9 разів, видобутку нафти — в 11,8 раза, газу — в 7,4 раза, легкої промисловості — на 126 %, а харчової — в 1,5 раза. Розвинулись нові галузі промисловості — автомобільна, електронна, приладобудування, виробництво газорозрядних ламп, сажі, литва і штамповок, фарфорова. Були створені великі підприємства по виробництву збірного залізобетону, по переробці гібридного насіння кукурудзи та інші.
Серед новобудов семирічки особливо важливе значення мають нафтопереробний і сажовий заводи в Кременчуці, заводи хімічного устаткування, «Електромотор», штучних алмазів та алмазних інструментів і завод газорозрядних ламп у Полтаві, Дніпровський гірничозбагачувальний комбінат, підприємства по виробництву залізобетонних конструкцій та інших будівельних матеріалів у Полтаві, Кременчуці і Лубнах, заводи по виробництву засобів автоматизації в Лохвиці та Лубнах, цукровий завод у Яреськах та інші. Полтавський паровозоремонтний завод в 1964 році реорганізували в тепловозоремонтний.
Усього на Полтавщині було 365 промислових підприємств, на яких трудилося більш як 150 тис. робітників та інженерно-технічних працівників. У загальному обсязі продукції народного господарства частка промисловості досягала понад 60 %. Дедалі більшого значення набувала машинобудівна промисловість. У 1958 році вона давала 19 % усієї промислової продукції області, а в 1965 році — 33 %. Освоєно виробництво нових машин, приладів, устаткування, а також товарів народного споживання. Кременчуцький автомобільний завод давав народному господарству та на експорт нові марки великовагових автомобілів КрАЗ-256, КрАЗ-257, КрАЗ-258. Лубенський завод «Комунар» освоїв виробництво універсальних круглошліфувальних верстатів нового типу; Крюківський вагонобудівний завод — виробництво вагонів для перевезення цементу, шестиосьових напіввагонів для перевезення вугілля, кранів та комишозбиральних самохідних машин; Полтавський завод м'ясного устаткування — конвеєрних ліній для переробки водоплавної птиці; Полтавський турбомеханічний завод — фільтрувальних пресів нового типу; Лохвицький приладобудівний завод — нових приладів та засобів автоматизації.

## Адмінподіл
Відбуваються у другій половині 50-х років XX ст. і деякі зміни в адмінподілі у межах області. Указом Президії Верховної Ради УРСР від 4 січня 1957 р. ліквідовано Петрівсько-Роменський і Покровсько-Багачанський райони, територія яких розподілена між Гадяцьким, Лохвицьким, Лубенським і Хорольським районами. Відповідно до Указу від 28 червня 1959 року ліквідовано міський район м. Кременчука — Крюківський.
У 1959 році, як пише М. Ф. Коломієць, територія Полтавської області становила 28,9 тис. км, тобто 4,8 % території України. До складу області тоді входили 34 сільські адміністративно-територіальні райони: Великобагачанський, Великокринківський, Гадяцький, Глобинський, Гоголівський, Градизький, Гребінківський, Диканський, Зіньківський, Карлівський, Кишеньківський, Кобеляцький, Козельщинський, Комишнянський, Котелевський, Кременчуцький, Лазірківський, Лохвицький, Лубенський, Машівський, Миргородський, Нехворощанський, Новосанжарський, Оболонський, Опішнянський, Оржицький, Пирятинський, Полтавський, Решетилівській, Семенівський, Сенчанський, Хорольський, Чорнухинський, Чутівський.
Починаючи з 1950-го року, виконавчий комітет Полтавської обласної ради депутатів трудящих виносив постанови про об'єднання — укрупнення сільрад: із 2-3
утворювали одну. З'являються й нові населені пункти. Рішенням виконкому Полтавської обласної ради депутатів трудящих від 25 грудня 1961 р. населений пункт будівництва гірничо-збагачувального комбінату Кременчуцького району віднесено до категорії селищ міського типу з присвоєнням йому назви Комсомольське. 15 січня 1962 року його передано у підпорядкування Кременчуцькій міській раді депутатів трудящих. Селища Жовтневе, Нікітовка та Шевченківка Карлівської міськради, які фактично злилися з містом Карлівкою, з 8 червня 1962 року включено в смугу останнього.
На кінець 1962 року в області було 2 міста обласного підпорядкування: Полтава і Кременчук, 10 міст районного підпорядкування: Гадяч, Гребінка, Зіньків, Карлівка, Кобеляки, Лохвиця, Лубни, Миргород, Пирятин та Хорол; 19 селищ міського типу: Артемівка, Білики, Велика Багачка, Велика Кохнівка (Кременчуцький район), Власівка (Градизький район), Глобине, Гоголеве (Великобагачанський район), Градизьк, Диканька, Козельщина, Комишня, Комсомольське (Кременчуцький район), Нові Санжари, Опішня, Решетилівка, Ромодан (Миргородський район), Семенівка, Червонозаводське (Лохвицький район), Чутове.
Указом Президії Верховної Ради УРСР від 30 грудня 1962 р. в області проведено чимало змін адміністративно-територіального поділу. До категорії міст обласного підпорядкування було віднесено: Полтаву, Кременчук (із селищами міського типу Білики, Власівка, Комсомольське), Гребінку, Карлівку, Лубни, Миргород та укрупнено сільські райони. Їх стало 14: Гадяцький, Глобинський, Диканський, Зіньківський, Карлівський, Кобеляцький, Кременчуцький, Лохвицький, Лубенський, Миргородський, Пирятинський, Полтавський, Решетилівській, Хорольський. Але таке надмірне укрупнення районів не виправдало себе, як і штучне «притягнення» до Кременчука віддалених селищ. 10 січня 1963 року смт Білики Кременчуцької міськради передано до складу Кобеляцького району, а смт Власівку 1 квітня того ж року — до Кіровоградської області. 4 січня 1965 р. в області затверджено 19 районів, відновлено такі райони: Котелевський, Новосанжарський, Оржицький, Семенівський, Чутівський. Містами обласного підпорядкування залишено було Полтаву і Кременчук із Комсомольськом. Наступного року Указом від 8 грудня 1966 р. у Полтавській області відновлено ще 6 районів: Великобагачанський, Гребінківський, Козельщинський, Машівський, Чорнухинський та Шишацький.
У 60-ті роки XX ст. відбувалася низка змін щодо передачі сільрад з одних районів до інших, укрупнення сільрад, утворення нових тощо. Із 27 січня 1964 р., враховуючи клопотання жителів сіл Вереміївки, Жовниного, Кліщинців, Тимченків Глобинського району Полтавської області, їх територію включено до складу Золотоніського району (з січня 1965 р. до Чорнобаївського району) Черкаської області. 29 грудня 1965 р. Великокохнівську селищну раду передано у підпорядкування Кременчуцькому міськвиконкому. При спорудженні Кременчуцької ГЕС, у
зв'язку із затопленням чаші Кременчуцького штучного моря, основна маса жителів с. Ялинці Градизького району наприкінці 50-х — на початку 60-х р. XX ст. була переселена на територію Кременчуцького району, де збудували нове село під старою назвою. 28 жовтня 1966 р. рішенням облвиконкому центр Пухальщинської сільради Кременчуцького району перенесено в с. Ялинці, а сільраду перейменовано в Ялинцівську. 7 грудня Максимівську сільраду Глобинського району передано до складу Кременчуцького району. Відбуваються й подальші подібні зміни в адміністративному поділі в межах сільрад, перейменування низки населених пунктів у зв'язку з укрупненням районів. Але масове несерйозне перейменування без врахування історії, призвело до ліквідації сотень давніх топонімів, які складалися історично й існували протягом віків.
На 1 січня 1968 р. область поділялася на 25 районів. У її межах було 12 міст (2 обласного підпорядкування та 10 районного), 18 селищ міського типу, 3 робітничі селища та 2 224 сільські населених пункти, підпорядковані 18 селищним і 378 сільським радам
І в наступні десятиліття територія Полтавської області залишається незмінною — 28,8 тис. км, як і кількість сільських районів — 25. Кілька міст, що відігравали важливу роль у житті краю, межі яких розширювалися, а кількість населення зросла, було віднесено до категорії міст обласного підпорядкування: Лубни Указом Президії Верховної Ради від 20 березня 1972 р., Миргород — Указом від 6 грудня 1976 р.; смт Комсомольськ Указом від 24 квітня 1972 року віднесено до категорії міст районного підпорядкування, а Указом від 6 квітня 1977 року — до категорії міст обласного підпорядкування. Таким чином, на 1 січня 1978 року на території області було 5 міст обласного підпорядкування — Полтава, Кременчук, Лубни, Миргород, Комсомольск.
Змінилася протягом 70-х років і кількість районів у містах. Указом від 3 березня 1975 р. утворено Автозаводський і Крюківський райони у м. Кременчук. До категорії міст віднесені селища міського типу: Указом від 16 грудня 1976 р. Глобине, а Указом від 28 березня 1977 р. — Червонозаводське.

## Полтавська область сьогодні
Нині Полтавська область — індустріально-аграрна область України, що спеціалізується на видобутку нафти і газу, залізної руди, переробці нафти, виробництві вантажних автомобілів та залізничних вагонів. У Полтаві діє філія Північно-Східного наукового центру НАН України та Міністерства освіти і науки України, науково-освітній потенціал області представлений 4-ма вищими навчальними закладами (Полтавська державна аграрна академія, Полтавський національний педагогічний університет ім. В.Короленка, Полтавський національний технічний університет ім. Ю.Кондратюка, Українська медична стоматологічна академія).
На Полтавщині народилися: літописець С.Величко, відомий байкар Л.Глібов, письменник М.Гоголь, письменник, громадський діяч О.Гончар, історик, громадський діяч М.Драгоманов, письменник П.Загребельний, поет М.Зеров, винахідник у галузі ракетної техніки Ю.Кондратюк (О.Шаргей), класик української літератури І.Котляревський, композитор М. В. Лисенко, письменник П.Мирний, голова Директорії УНР С.Петлюра, письменниця Олена Пчілка (Косач-Драгоманова), поет В.Симоненко, філософ Г.Сковорода.
Основні історичні пам'ятки: у Полтаві — Хрестовоздвиженський собор, Спаська церква, Кругла площа, будинок духовної семінарії, садиба І.Котляревського, в області — Більське городище, Спасо-Преображенська церква, музей-заповідник родини Гоголів, Мгарський Лубенський Спасо-Преображенський монастир, Національний музей-заповідник українського гончарства, історико-краєзнавчий музей Г.Сковороди.
1 лютого 2025 року в Полтавській області-стався землетрус магнітудою 3,67 за шкалою Ріхтера .

## Персоналії
- Симон Петлюра — Головний отаман військ УНР (з листопада 1918 р.), голова Директорії УНР (13 лютого 1919 р. — 10 листопада 1920 р.).
- Гончаренко Аверкій Матвійович — сотник Армії УНР, старшина штабу 30-го полку дивізії СС «Галичина».
- Олександр Доценко — підполковник Армії УНР.[34]
- Падалка Лев Васильович — український статистик, історик, археолог, етнограф, краєзнавець, громадський діяч.
- Володимиров Леонід Євстахійович — український правознавець, доктор кримінального права, професор.
- Максимейко Микола Олексійович — український історик права. Доктор права, професор, член-кореспондент Всеукраїнської Академії Наук.
- Лісовський Олексій Миколайович — український літературознавець, фольклорист.
- Присецька Софія Миколаївна (1856—1892) — революціонерка-народниця, одна з очільниць «Південно-Російського робітничого союзу». Мати академіка Олександра Богомольця. Прапрабабуся доктора Ольги Богомолець (нар. 1966) — засновниці історико-культурного комплексу «Замок Радомисль»[2]